# Mapbox
Mapbox est une entreprise américaine spécialisée dans la cartographie en ligne. Elle fournit les cartes de sites, services et médias tels que Foursquare, Pinterest, The Financial Times, Etsy, Le Monde et Snapchat. Mapbox développe un ensemble de techniques et d’outils cartographiques, dont la bibliothèque Mapbox.js — basée sur Leaflet, l’éditeur Mapbox Studio — successeur de TileMill, et le langage de feuille de style CartoCSS. Ces projets reposent en très grande partie sur le logiciel libre et sur les données d’OpenStreetMap.

Logo jusqu’en 2017

En mai 2013, OpenStreetMap adopte un nouvel outil d’édition par défaut, iD, développé par Mapbox. Depuis août 2013, l’apparence standard des cartes OpenStreetMap est écrite en CartoCSS. L’entreprise réalise aussi le redesign du site d’OpenStreetMap mis en ligne à partir de décembre 2013. Mapbox emploie également une équipe à plein temps, la Data Team, pour compléter et améliorer les cartes OpenStreetMap.